# 385
| [ Edytuj tabelę ] |                                                        |
| Władca Guptów     | - 375 Ćandragupta II 414                               |
| Władca Korei      | - 384 Kogugyang 391                                    |
| Papież            | - 384 Syrycjusz 399                                    |
| Król Persji       | - 383 Szapur III 388                                   |
| Cesarz Rzymu      | - 375 Walentynian II 392 - 379 Teodozjusz I Wielki 395 |
| Król Wandalów     | - 359 Godigisel 406                                    |

Rok 385 / CCCLXXXV
stulecia: III wiek ~
IV wiek ~
V wiek

lata: 375 «
380 «
381 «
382 «
383 «
384 «
385
» 386
» 387
» 388
» 389
» 390
» 395

## Urodzili się
- Dharmakszema, indyjski mnich buddyjski (zm. 433).
- święty Patryk, walijski biskup, apostoł Irlandii (ur. 385–389; zm. 461).

## Zmarli
- Chimnyu, król Baekje.
- Dao’an, chiński mnich buddyjski (ur. 312).
- Pryscylian, biskup Ávili, heretyk (ur. ~345).